# Johann Theobald Held

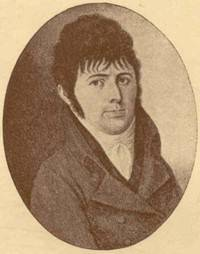
Johann Theobald Held

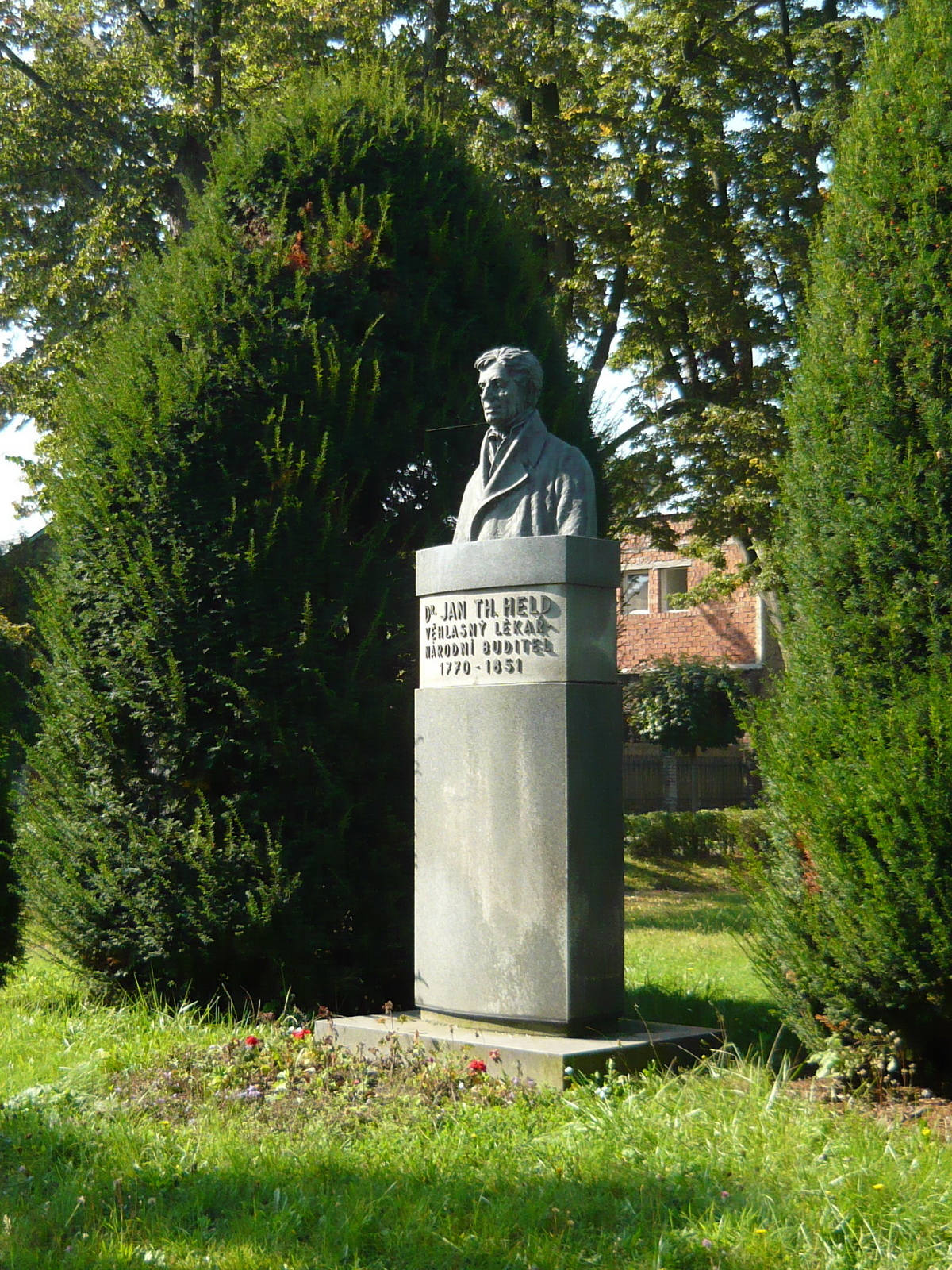
Denkmal für Johann Theobald Held in Hohenbruck (Třebechovice)

Johann Theobald Held (auch Jan Děpold und Jan František Held, Pseudonym: Jan Orebský, * 11. Dezember 1770 in Hohenbruck, Königgrätzer Kreis; † 30. Juni 1851 in Prag) war ein böhmischer Arzt, Anatom, Gitarrist und Komponist.

## Leben
Held verlor bereits 1780 seinen Vater und kam daraufhin nach Prag, wo er als Chorknabe in die Kapelle der dortigen Altstädter Pfarrkirche Maria in der Wiege aufgenommen wurde, die von Wenzel Praupner geleitet wurde. Daneben besuchte er das Neustädter Gymnasium und belegte ab 1789 Kurse an der Karl-Ferdinands-Universität. 1792 bis 1796 studierte er dort Medizin und wurde am 21. August 1797 zum Dr. med. promoviert. Unmittelbar darauf übernahm er eine Stelle als praktischer Arzt im Spital der Barmherzigen Brüder (Na Františku Hospital), die er bis 1827 innehatte, und wo er auch Anatomie unterrichtete. Daneben betrieb er in der Stadt eine eigene Arztpraxis.
Zu den Höhepunkten in Helds Leben gehört eine 1803 unternommene Reise nach Wien, auf der er mit zahlreichen berühmten Musikern zusammentraf, darunter mit Beethoven und Ignaz Schuppanzigh. Held berichtet darüber in seiner Autobiographie, die er 1843 bis 1851 in deutscher Sprache verfasste. Das weitgehend noch ungedruckte Original besitzt das Museum des nationalen Schrifttums in Prag.
In den Jahren 1818/19 und von 1823 bis 1825 wirkte er in Prag als Dekan der medizinischen Fakultät, später als Rektor der Karls-Universität.
Er war wie sein Bruder Ignaz Held ein exzellenter Gitarrist und spielte daneben auch Baryton, Violine und Bratsche. Zu seinen Kompositionen zählen Lieder, Gitarrenstücke (herausgegeben in Prag und Leipzig), Klavierstücke und ein Te Deum.

## Literarische Werke (Auswahl)
- Das Heimatsfest zu Hohenbruck, in Böhmen am 16.–18. Juli 1816, Prag 1818
- Ein Wort bei der Immatriculation der an der Prager Carl-Ferdinands-Universität sich den sämmtlichen Studien der Heilkunde widmenden Zöglinge, Wien 1820
- Kurze Geschichte der Heilanstalt der Barmherzigen Brüder in Prag. Nebst Rückblicken auf Entstehung, Verbreitung und Schicksale dieses Ordens überhaupt, Prag 1823 (Digitalisat)
- Tentamen historicum illustrandis rebus anno MCCCCIX in Universitate pragena gestis, Prag 1827
- Blick auf Carlsbad. Ein Sendschreiben an den Herrn Johann Ritter de Carro, Prag 1835 (Digitalisat)
- Ein Wort an die Zöglinge der vom Vereine für Kirchenmusik begründeten Orgelschule, Prag 1837
- Zweiter Blick auf Carlsbad. Ein Sendschreiben u. s. w., Prag 1838